# Forward Futsal
Forward — дитяча футзальна школа в Запоріжжі, що спеціалізується на розвитку дитячого та юнацького футзалу.

## Досягнення

### Запоріжжя

#### Чемпіонат Запорізької області
- Чемпіонат АФЗО U8:
  -  Чемпіон (2): 2024, 2024/25
  -  Срібний призер (0)
  -  Бронзовий призер (0)
- Чемпіонат АФЗО U10:
  -  Чемпіон (0):
  -  Срібний призер (2): 2023/24, 2024.
  -  Бронзовий призер (0)

### Україна

#### Чемпіонат України
- Чемпіонат України з футзалу U8:
  -  Чемпіон (0)
  -  Срібний призер (1): 2025
  -  Бронзовий призер (0)

#### Кубок України
- Кубок України з футзалу U10:
  -  Чемпіон (0)
  -  Срібний призер (0)
  -  Бронзовий призер (1): 2024.

#### Кубок Ліги
- Кубок Ліги з футзалу U8:
  -  Чемпіон (1): 2024.
  -  Срібний призер (0)
  -  Бронзовий призер (0)
- Кубок Ліги з футзалу U10:
  -  Чемпіон (0)
  -  Срібний призер (1): 2024.
  -  Бронзовий призер (1): 2024/25.